# Чижа-2
Чижа́-2 (каз. Шежін 2) — село у складі Таскалинського району Західноказахстанської області Казахстану. Адміністративний центр Чижинського сільського округу.
Населення — 971 особа (2021; 1220 у 2009, 1497 у 1999, 1570 у 1989).